# I. e. 320
Évszázadok: i. e. 5. század – i. e. 4. század – i. e. 3. század
Évtizedek: i. e. 370-es évek – i. e. 360-as évek – i. e. 350-es évek – i. e. 340-es évek – i. e. 330-as évek – i. e. 320-as évek – i. e. 310-es évek – i. e. 300-as évek – i. e. 290-es évek – i. e. 280-as évek – i. e. 270-es évek
Évek: i. e. 325 – i. e. 324 – i. e. 323 – i. e. 322 –  i. e. 321 – i. e. 320 – i. e. 319 – i. e. 318 – i. e. 317 – i. e. 316 – i. e. 315

## Események

### Makedón Birodalom
- Ptolemaiosz hadjáratot indít Szíria (és Júdea) kormányzója, Mütilénéi Laomedón ellen (aki az előző évi triparadeiszoszi osztozkodásnál kapta országát), elűzi, Szíriát pedig annektálja. Júdeának széleskörű autonómiát biztosít.
- Véget ér az első diadokhoszháború; Nagy Sándor hadvezérei megosztoznak a birodalmon. Ptolemaioszé lesz Egyiptom és Szíria, Szeleukoszé Babilon, Antipatrosz és fia, Kasszandrosz kormányozza Makedóniát és Görögországot, Antigonoszé Frígia és Kis-Ázsia nagy része, Lüszimakhoszé Trákia, Eumenészé pedig Kappadókia és Pontosz.
- Eudémosz árulás révén meggyilkolja a Nagy Sándor birodalmának pandzsábi részét kormányzó Pórosz királyt és maga veszi át e helyét.

### Kína
- Csou Sencsing-vang kerül a kínai Csou-dinasztia élére. Uralma csak névleges, a tényleges hatalom az országrészek kiskirályainak kezében van.

### Róma
- Lucius Papirius Cursort és Quintus Publilius Philót választják consulnak. A rómaiak kiszolgáltatják a szamniszoknak az előző évi kikényszerített caudiumi békekötés kezesét, Spurius Postumius Albinust, de a szamniszok ezt visszautasítják és szerződésszegéssel vádolják a rómaiakat. Publilius Samniumban csatában legyőzi a szamniszokat, míg Papirius Luceriát veszi ostrom alá, ahol a caudiumi béke 600 túszát őrizték. Kiéhezteti a védőket, akik megadják magukat és hasonló megaláztatást kell elszenvedniük, mint amit ők mértek Caudiumnál a rómaiakra, vagyis iga alatt kell elvonulniuk. Papirius egyúttal visszaszerzi a Caudiumnál elvesztett hadijelvényeket és fegyvereket és kiszabadítja a túszokat.[1]

## Születések
- Timokharisz, görög csillagász
- Binduszára, az indiai Maurja Birodalom uralkodója

## Halálozások
- Lampszakoszi Anaximenész, görög szónok és történetíró
- Menaikhmosz, görög matematikus
- Zoilosz, görög filozófus

## Fordítás
- Ez a szócikk részben vagy egészben  a(z)   320 BC című angol Wikipédia-szócikk ezen változatának fordításán alapul.  Az eredeti cikk szerkesztőit annak laptörténete sorolja fel. Ez a jelzés csupán a megfogalmazás eredetét és a szerzői jogokat jelzi, nem szolgál a cikkben szereplő információk forrásmegjelöléseként.